# Gare de Raynes Park
La gare de Raynes Park (en anglais : Raynes Park railway station, est une gare ferroviaire de bifurcation des lignes South Western main line (en) et Chessington branch line (en), en zone 4 Travelcard. Elle  est située sur la Coombe Lane  à Raynes Park (en) dans le borough londonien de Merton sur le territoire du Grand Londres.
C'est une gare Network Rail desservie par des trains South Western Railway.